# هریسونبرگ (ویرجینیا)
هریسونبرگ (به انگلیسی: Harrisonburg) شهری در ایالت ویرجینیا کشور ایالات متحده آمریکا است که جمعیت آن در سرشماری سال ۲۰۱۰ میلادی، ۴۸٬۹۱۴ نفر بوده‌است.